# Staatsinrichting
Staatsinrichting is de wijze waarop in een staat, de regering en het bestuur zijn ingericht.

## Nederland

### Grondwet
De eerste Nederlandse grondwet, ook wel de Staatsregeling voor het Bataafse Volk genoemd, dateert van 1798, en is ontstaan tijdens de Bataafse Republiek (1795-1806). In 1814 werd een nieuwe grondwet vastgesteld, omdat er een einde kwam aan de inlijving van Nederland bij het Franse Keizerrijk. 
De grondwet van 1814 regelde onder meer de soevereiniteit van de Koning en de erfopvolging, en voorzag in een monocameraal parlement, een parlement met één Kamer. In 1815 werd dat een bicameraal parlement, een parlement met twee kamers, met naast de bestaande Eerste Kamer een Tweede Kamer. Van diverse grondwetsherzieningen was die van Thorbecke in 1848 belangrijk, toen het parlementair stelsel werd ingevoerd: de koning was onschendbaar, de ministers werden verantwoordelijk. De uitvoerende macht (de regering) werd gecontroleerd door het parlement, dat bepaalde rechten kreeg. Er werden tevens grondrechten vastgesteld voor de burgers. Bij de herziening van 1917 werd de vrijheid van onderwijs aangepast en er kwam algemeen mannenkiesrecht, bij die van 1919 het vrouwenkiesrecht ingesteld en vrouwen mochten in 1922 voor eerste keer naar de stembus door opkomst van feminisme. De strijd voor het vrouwenkiesrecht was onderdeel van de eerste feministische golf. Bij de algehele herziening van 1983 werden nieuwe grondrechten toegevoegd, genaamd sociale grondrechten (zoals het recht op bestaanszekerheid, bescherming tegen discriminatie). Daarnaast werd de doodstraf grondwettelijk onmogelijk gemaakt, en werd Amsterdam  officieel tot hoofdstad verklaard.

### Regering en bestuur
De regering wordt gevormd door de Koning (de koning of koningin, die staatshoofd is) en de verantwoordelijke ministers (gezamenlijk het kabinet, wat ouderwetser het Ministerie genoemd). Het kabinet vormt de uitvoerende macht, maar is verantwoording schuldig aan de Staten-Generaal, die daarmee een controlerende rol vervullen. Daarnaast is de regering, zoals iedereen, onderworpen aan de grondwet en aan de verder nog vastgestelde wetten. Die wetten worden vastgesteld in een gezamenlijk proces van regering en volksvertegenwoordiging (Staten-Generaal). De leden der regering maken geen deel uit van de volksvertegenwoordiging.

### Volksvertegenwoordiging
- De Tweede Kamer controleert het regeringsbeleid, vormt met regering en Eerste Kamer de wetgevende macht en fungeert als rechtstreekse volksvertegenwoordiger; de leden worden door Nederlanders rechtstreeks, via een lijstenstelsel, gekozen — in principe eenmaal per vier jaar. Er kunnen ook tussentijdse verkiezingen plaatsvinden, bijvoorbeeld na een kabinetscrisis. De Kamer heeft een aantal exclusieve rechten (budgetrecht, onderzoek- en enquêterecht, recht om moties in te dienen, recht van amendement, recht van initiatief, vragenrecht en recht op interpellatie).

- De leden van de Eerste Kamer worden gekozen door de Provinciale Staten en door de gekozen leden van het Kiescollege voor de Eerste Kamer in Caribisch Nederland. Haar rechten zijn beperkter dan die van de Tweede Kamer; wel maakt zij deel uit van de wetgevende en controlerende macht. De Eerste Kamer vergadert slechts één dag in de  week; de leden van de Eerste Kamer hebben dan ook vaak (maatschappelijke) nevenfuncties.

### Hoge Colleges van Staat
De staat kent een aantal hoge colleges, waartoe in de eerste plaats de Eerste en de Tweede Kamer der Staten-Generaal behoren. Daarnaast zijn er nog Hoge Colleges van Staat: 
- de Raad van State, het belangrijkste adviesorgaan van de regering, voorgezeten door de Koning maar met een invloedrijke vicevoorzitter;
- de Algemene Rekenkamer, die de uitgaven van de overheid controleert;
- de Nationale Ombudsman, die de gedragingen van (ook lagere) overheden controleert en, bij geconstateerde onjuistheden, aanbevelingen tot verbetering doet;
- de Kanselarij der Nederlandse Orden, belast met het toezicht op de orden (verantwoordelijk voor een aantal koninklijke onderscheidingen).

### Scheiding der machten
Er zijn drie machten, dit wordt ook wel de Trias Politica genoemd (naar de theorieën van de Franse filosoof /staatsrechtgeleerde Montesquieu). Overigens is de machtenscheiding in Nederland niet consequent doorgevoerd, want de wetgevende macht is in handen van de regering en het parlement.
- De wetgevende macht is in handen van de regering, samen met de Staten-Generaal. Zowel de regering als de Tweede Kamer kunnen het initiatief nemen tot een wetsvoorstel. Bij de aanneming van wetten is tevens de Eerste Kamer betrokken.
- De uitvoerende macht behelst de uitvoering van de wetten en overige bestuursmaatregelen; voor die uitvoering staat de regering een uitgebreid ambtenarenapparaat ter beschikking. Controle op de uitvoering geschiedt door de Staten-Generaal.
- De rechterlijke macht is geheel onafhankelijk van de wetgevende en de uitvoerende; er bestaat scheiding van de machten. Rechtbanken, gerechtshoven en Hoge Raad zien toe op de naleving der wetten, en dragen zorg voor de beslissing van geschillen zowel als het bestraffen van wetsovertredingen. Bij bestuursrecht is De afdeling Bestuursrechtspraak van de Raad van State het hoogste orgaan.

### Lagere overheden

#### Provincies
De zelfstandigheid van de provincies die gezamenlijk de Republiek der Verenigde Nederlanden hadden gevormd, werd met het einde van die republiek, en vervolgens bij het ontstaan van het Koninkrijk der Nederlanden, beknot. Zij bleven echter wel bestaan. Aan het hoofd staat een commissaris van de Koning, (CvdK) bijgestaan door een College van Gedeputeerde Staten. De bevolking is vertegenwoordigd in de door haar rechtstreeks gekozen Provinciale Staten. De CvdK wordt door de regering benoemd, Gedeputeerde Staten worden benoemd door Provinciale Staten, waarvan zij echter zelf geen deel uitmaken. Volgens het IPO (Inter Provinciaal Overleg) heeft de provincie zeven kerntaken, te weten Duurzame ruimtelijke ontwikkeling, waaronder waterbeheer; Milieu, energie en klimaat; Vitaal platteland, natuurbeheer en ontwikkeling natuurgebieden; Regionale bereikbaarheid en regionaal openbaar vervoer; Regionale economie; Culturele infrastructuur en monumentenzorg en Kwaliteit van het openbaar bestuur.

#### Gemeenten
De gemeenten zijn, als systeem dat de gehele landsindeling bestrijkt, van later datum dan de provincies; pas na 1795 werd beregeld dat niet alleen de steden gemeenten vormden, maar dat alle gebieden, ook landelijke aldus werden ingedeeld. De burgemeester maakt deel uit van het College van burgemeester en wethouders, het dagelijks gemeentebestuur. De burgemeester is in Nederland niet het hoofd van de gemeente. Hoofd van de gemeente is de gemeenteraad. De bevolking is vertegenwoordigd in de door haar rechtstreeks gekozen gemeenteraad. De burgemeester wordt door de regering benoemd, de wethouders worden benoemd door de gemeenteraad, waarvan zij sinds de invoering van het duale stelsel (2002) zelf geen deel uitmaken. 
Over veel zaken mag de gemeente zelfstandig beslissen, zoals het aanleggen van fietspaden en het bouwen van een schoolgebouw. Het maken van die keuzes (en het uitvoeren daarvan) is de belangrijkste taak van het gemeentebestuur. Daarnaast voert de gemeente ook landelijke wetten uit, zoals het uitgeven van paspoorten. Dit heet medebewind. Belangrijke beleidsterreinen vormen (stads)ontwikkeling, verkeer en vervoer, (regionale) economie, welzijn en sociale zekerheid.